# ジョーウチ・ヴォーディ
ジョーウチ・ヴォーディ（ウクライナ語: Жовті Води）はウクライナのドニプロペトローウシク州ジョーウチ・ヴォーディ地区にある都市。ジョーウタ川の河岸に位置する。都市の高さは海抜150 mである。面積は33.25 km²。人口は42,052人 (2022年1月1日)。
ジョーウチ・ヴォーディは1895年に創建された。1957年に市制施行された。
市内ではジョーウチ・ヴォーディ駅がある。首都キエフまでの直線距離は312 km、車道で380kmとなっている。州庁所在地までの直線距離は111 km、鉄道で135 km、車道で136kmとなっている。ジョーウチ・ヴォーディの日は、8月の最後の日曜日となっている。

## 語源
ジョーウチ・ヴォーディは「黄色い水」という意味になるが、ジョーウタ川（Річка Жовта）に由来する名称である。

## 地勢
ジョーウチ・ヴォーディはウクライナで最も若い都市のひとつで、市制が敷かれたのは1957年のことであった。人口は5万1500人で、総面積は33km2である。町は、ジョーウタ川の谷間に位置しており、州都ドニプロペトロウシクからは136km隔たっている。
都市名称の由来となっているジョーウタ川は、ドニエプル川に流れ込むインフレーツィ川（Інгулець）の支流である。その水はその名の通り黄色く濁っており、これは鉄鉱石の成分が流れ出て酸性を帯びているためとされる。中国の黄河とはその成り立ちが異なる。

## 歴史
1648年春、ウクライナ・コサックのヘーチマン（首領）ボフダン・フメリニツキーがジョーウチ・ヴォーディ渓谷でポーランド・リトアニア共和国政府軍を撃破し、この戦いをきっかけにウクライナ独立の機運が高まった。この戦いはフメリニツキーの乱の最初の重要な合戦であり、後にジョーウチ・ヴォーディの戦いとして記憶された。
ジョーウチ・ヴォーディ渓谷に最初の居住区が作られたのは17世紀のことで、ザポロージャ・コサックの小村(хутор)が置かれた。その後、村は発展し、セロー・ジョーウテ(село Жовте)となった(セローは規模の大きな村のこと)。18世紀末には200人が居住し、農業と牧畜が行われていた。19世紀末にはジョーウタ川の水が多量の鉄鉱石を含むことが判明した。1895年からその採集が開始され、村はジョーウタ川居住区(селища Жовті Ріка)と呼ばれるようになった。採集作業は1901年から本格化した。
大祖国戦争開戦時には6万5000人が居住した。1941年8月13日にジョーウタ川居住区はナチス・ドイツによって占領され、居住区では反ファシズム組織が結成された。ドニエプル川の戦いののち、1943年10月20日にはイヴァーン・コーネフ将軍率いる赤軍によってドイツ軍の占拠から解放された。
1950年にはウラン鉱石を含むということが発見され、すぐさまその採取が始められた。1951年7月24日には、東鉱山選鉱コンビナート(Східний гірничо-збагачувальний комбінат)が開設され、現代に至るまでウラン産業が発展している。